# Centaurium majus subsp. majus
Centaurium majus subsp. majus é uma subespécie de planta com flor pertencente à família Gentianaceae.

## Portugal
Trata-se de uma subespécie presente no território português, nomeadamente em Portugal Continental.
Em termos de naturalidade é possivelmente endémica da Península Ibérica.

## Protecção
Não se encontra protegida por legislação portuguesa ou da Comunidade Europeia.